# Titulcia (geslacht)
Titulcia is een geslacht van vlinders van de familie visstaartjes (Nolidae), uit de onderfamilie Chloephorinae.

## Soorten
- T. argyroplaga Hampson, 1912
- T. confictella Walker, 1864
- T. eximia Walker, 1864
- T. javensis Warren, 1916
- T. meterythra Hampson, 1905
- T. rufimargo Hampson, 1912